# Campionati del mondo di mountain bike - Downhill femminile Juniores
Il Downhill femminile Juniores è uno degli eventi inseriti nel programma dei campionati del mondo di mountain bike. Riservato alla categoria Juniores, si corre dall'edizione 1996.

## Albo d'oro
| Anno | Vincitrice      | Seconda             | Terza               |
| ---- | --------------- | ------------------- | ------------------- |
| 1996 | Nolvenn Le Caër | Sabrina Jonnier     | Sari Jorgensen      |
| 1997 | Sara Stieger    | Tracy Moseley       | Sabrina Jonnier     |
| 1998 | Sari Jorgensen  | Sabrina Jonnier     | Johanna Rubel-Todt  |
| 1999 | Sabrina Jonnier | Kathy Pruitt        | Helen Gaskell       |
| 2000 | Kathy Pruitt    | Helen Gaskell       | Fionn Griffiths     |
| 2001 | Mio Suemasa     | Céline Gros         | Helen Gaskell       |
| 2002 | Emmeline Ragot  | Claire Bauchet      | Diana Marggraff     |
| 2003 | Emmeline Ragot  | Scarlett Hagen      | Bernardita Pizarro  |
| 2004 | Scarlett Hagen  | Rachel Atherton     | Audrey Le Corguille |
| 2005 | Rachel Atherton | Scarlett Hagen      | Micayla Gatto       |
| 2006 | Tracey Hannah   | Floriane Pugin      | Micayla Gatto       |
| 2007 | Floriane Pugin  | Katy Curd           | Myriam Nicole       |
| 2008 | Anaïs Pajot     | Myriam Nicole       | Mélanie Pugin       |
| 2009 | Anais Pajot     | Julie Berteaux      | Holly Baarspul      |
| 2010 | Lauren Rosser   | Fanny Lombard       | Julie Berteaux      |
| 2011 | Manon Carpenter | Agnes Delest        | Lauren Rosser       |
| 2012 | Holly Feniak    | Tahnee Seagrave     | Danielle Beacroft   |
| 2013 | Tahnee Seagrave | Danielle Beacroft   | Tegan Molloy        |
| 2014 | Tegan Molloy    | Viktoria Gimenez    | Marine Cabirou      |
| 2015 | Marine Cabirou  | Viktoria Gimenez    | Lilla Megyaszai     |
| 2016 | Shania Rawson   | Beatrice Migliorini | Mélanie Chappaz     |
| 2017 | Mélanie Chappaz | Shania Rawson       | Flora Lesoin        |

## Medagliere
| Pos.   | Nazione       | Oro | Argento | Bronzo | Totale |
| ------ | ------------- | --- | ------- | ------ | ------ |
| 1      | Francia       | 9   | 11      | 8      | 28     |
| 2      | Gran Bretagna | 3   | 5       | 3      | 11     |
| 3      | Nuova Zelanda | 2   | 3       | 0      | 5      |
| 4      | Australia     | 2   | 1       | 3      | 6      |
| 5      | Svizzera      | 2   | 0       | 1      | 3      |
| 6      | Canada        | 2   | 0       | 3      | 5      |
| 7      | Stati Uniti   | 1   | 1       | 0      | 2      |
| 8      | Giappone      | 1   | 0       | 0      | 1      |
| 9      | Italia        | 0   | 1       | 0      | 1      |
| 10     | Cile          | 0   | 0       | 1      | 1      |
| 10     | Ecuador       | 0   | 0       | 1      | 1      |
| 10     | Germania      | 0   | 0       | 1      | 1      |
| 10     | Ungheria      | 0   | 0       | 1      | 1      |
| Totale | Totale        | 22  | 22      | 22     | 66     |